# Alfred Paul
Pour les articles homonymes, voir Paul.
Alfred Paul (Marseille, 8 septembre 1817 - La Havane, 27 septembre 1868) est un diplomate français.

## Biographie
C’est aux États-Unis, à Richmond, qu’Alfred Paul effectue la moitié de sa carrière consulaire. La guerre de Sécession lui fournit l’occasion de manifester ses talents de diplomate. Ceux-ci combinent à la fois la clairvoyance de l’analyse et la pertinence du jugement. C’est ce qui explique que le propos de ses dépêches rencontre un écho certain auprès des ministres des Affaires étrangères français. Confronté à cet évènement inédit Édouard Thouvenel, tout comme son successeur Édouard Drouyn de Lhuys, s'appuie sur le point de vue autorisé de Paul pour forger sa propre opinion. Installé dans la capitale du Sud, Paul jouit d'un lieu d'observation privilégié et devient le meilleur interprète de la guerre qui se déroule sous ses yeux. Lors de la défection de la Caroline du Sud (décembre 1860), il ne doute pas que la désunion conduira à une guerre civile. Dès 1861, arguant le fossé qui sépare les deux camps, il pressent que le Nord sortira vainqueur du conflit mais que, pour défaire son ennemi, il devra mener une lutte âpre et longue. Ses prévisions se vérifient. Rentré en France après la guerre civile américaine, il reçoit en 1868 le consulat général à La Havane mais, à peine arrivé, il succombe à la fièvre jaune.

## Sources
- Sainlaude Stève, « Alfred Paul : un diplomate français dans la guerre de Sécession », in Revue d'histoire diplomatique, Paris, Ed. Pedone, 2011, I, p. 3-15.
- Sainlaude Stève, « Alfred Paul, le point de vue visionnaire d'un consul dans la guerre de Sécession », 10 p. http://www.noirsain.net/articles/alfred_paul.pdf
- Bonham Milledge, « The french consuls in the Confederate States », in Studies in Southern History and Politics, New York, Columbia University Press, 1914, IV, p. 83-107.